# 2-ра английска езикова гимназия „Томас Джеферсън“
Втора английска езикова гимназия „Томас Джеферсън“  (II АЕГ) е профилирана столична гимназия с петгодишен курс на обучение и интензивно изучаване на английски език и задължителен втори чужд език по избор: немски, испански или руски език. От 2011 година училището се намира в нова сграда с адрес в район „Триадица“, ж.к. Стрелбище, улица „Траянова врата“ № 26. В гимназията се кандидатства след завършен 7. клас по условията на Наредба № 11/ 2005 г. на МОН

## Педагогически състав
Ръководството на 2 АЕГ, представлявано от директора – г-жа Веселина Иванова-Хасун  и помощник-директорите по учебната дейност – г-жа М. Игнатова и г-жа К. Тофик, организира и ръководи учебно-възпитателната работа на 57 учители и 30 ученически колектива.

## Материална база
В новата сграда класните стаи и чуждоезиковите кабинети са оборудвани с интерактивни дъски, има физкултурен салон, фитнес, танцова зала, библиотека и външни спортни игрища за 4 вида спорт.

## Ученически Парламент
Ученическият парламент на 2 АЕГ е основан на 30.10.2008 г. от ученици в тогавашните 9е и 9б клас, с помощта на педагогическия съветник на училището – К. Миланова. Основните цели и принципи на парламента са формирането на активно граждаско поведение у учениците, да създава интелигентни, националноотговорни и глобалномислещи млади хора, да кара хората да повярват, че те са промяната, а промяната на света, започва от самите тях.
Ежегодно се провеждат кампании за превенция на насилие, зависимости, СПИН, трафик на хора и рак на гърдата. Написани и спечелени са три проекта към ЕС, като: „Да спрем трафика на хора“; „Към Европа без тютюнев дим“; Работа с деца без родителски грижи и деца в неравностойно положение, и други благотворителни дейности.

### Ученическият парламент на 2 АЕГ работи по комисии:
- Ученически вестник „Утре Сме Ние“ – Редактори: Ема-Мария Георгиева; Сенжана Миланова
- Благотворителност – Координатори: Магдалена Михайлова, Румяна Симеонова
- ПР и Реклама – Координатори: Елизабет Ценкова, Румяна Симеонова
- Превенции – Координатори: Ема-Мария Георгиева, Сенжана Миланова
- Проекти – Координатори: Сенжана Миланова
- Етична Комисия
- Клуб „Здраве“ – Координатори: Магдалена Михайлова

### Председатели на Ученически Парламент на 2 АЕГ от 2008 г.:
- Ралица Цветанова (учредител и първи председател на УП; студент в Софийски университет)
- Ема Русева (учредител и заместник-председател на УП; студент в УНСС)
- Карина Делчева (втори председател на УП, студент в University of Bath)
- Румяна Пенева (трети председател на УП)
- Ема-Мария Георгиева (заместник-председател на УП)
- Ралица Андреева (четвърти председател на УП)
- Алиса Евтимова (пети председател на УП)
- Георги Златев (шести председател на УП)